# Piotrowo Wielkie
Piotrowo Wielkie – wieś w Polsce położona w województwie wielkopolskim, w powiecie grodziskim, w gminie Wielichowo.
W latach 1975–1998 miejscowość administracyjnie należała do województwa poznańskiego.